# Leucetta apicalis
Leucetta apicalis är en svampdjursart som beskrevs av Brøndsted 1931. Leucetta apicalis ingår i släktet Leucetta och familjen Leucettidae. Inga underarter finns listade i Catalogue of Life.